# Hadites tegenarioides
Hadites tegenarioides is een spinnensoort in de taxonomische indeling van de trechterspinnen (Agelenidae).
Het dier behoort tot het geslacht Hadites. De wetenschappelijke naam van de soort werd voor het eerst geldig gepubliceerd in 1862 door Eugen von Keyserling.